# Nyköpings Mekaniska Verkstad

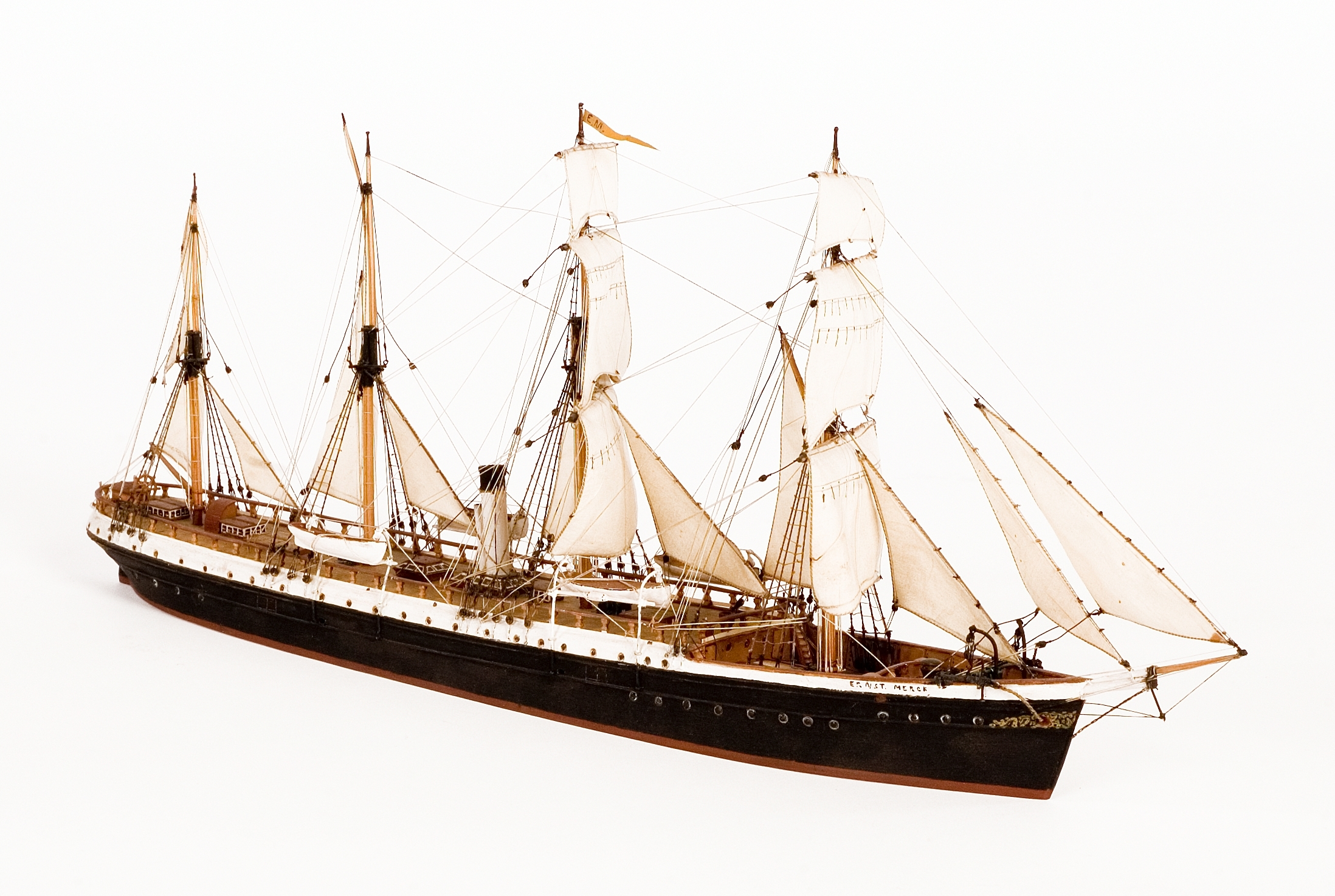
Handelsfartyget Ernst Merck (modell)

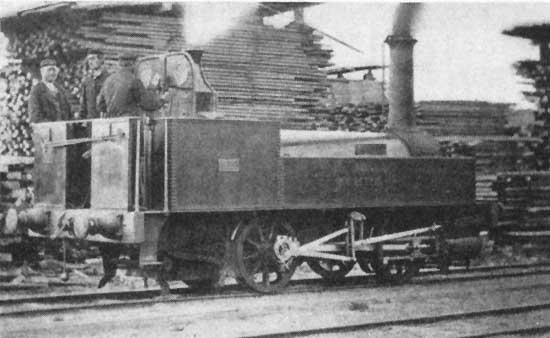
Ångloket P.C. Rettig, tillverkat 1863

Nyköpings Mekaniska Verkstad (Nyköpings bruk) bildades 1855 sedan Nyköpings Bruk och Skeppsvarv lagts ner 1845. Tillverkningen bestod främst av ångfartyg, pannor och ugnar. Från 1859 tillverkades lok, hjul och hjulaxlar. 
Företaget såldes 1862 till Högbo AB. När Högbo AB gick i konkurs i mars 1866, trädde Nyköpings stadsfullmäktige in för att se till att innestående kontrakt skulle fullföljas vid verkstaden, om inte annat för att bereda de då 353 personerna som var anställda fortsatt sysselsättning. Under 1867 följde man upp med olika nödhjälparbeten för att hålla verksamheten i gång. Samtidigt pågick avvecklingen av bolaget. 21 april 1869 såldes företaget på auktion och köptes av hovrättsrådet H M Munthe för 141.000 riksdaler. Det hade vid konkursen värderats till 2.964.000 riksdaler. Munthe sålde sedan bolaget vidare till Otto Goldschmidt som representant för Jenny Lind. Hon ägde bolaget i drygt två månader innan det 7 september 1868 såldes vidare till grosshandelsbolaget L. Meyerson. 1 april 1869 såldes bolaget vidare till Motala Mekaniska Verkstad, som kort därefter lade ned verksamheten i Nyköping. Motala Mekaniska Verkstad behöll anläggningen till 1883, då man sålde fastigheterna till olika ändamål. I hörnet av Västra Kvarngatan och Folkungavägen startade till exempel Viktor Svalin mekanisk verkstac och senare från 1929 Bil AB Erik Källander verksamhet. I samma kvarter nere vid Behmbrogatan på den tidigare sockerbrukstomten såldes en fastighet till fabrikör A G Ström som 1888 övergick till Nyköpings Kakelfabriksaktiebolag. 1898 etablerade Bröderna Ljunggren snickerifabrik där och 1916 övertogs lokalerna av Nyköpings Möbleringsaktiebolag.1888 bildades AB Storhusqvarn som fortsatte driften i den gamla kvarnen vid Storhusfallet vars verksamhet fortsatte till 1971. I hamnområdet, där Stora skeppsskjulet legat, kom senare Nordiska Kompaniets verkstäder att uppföras.
År 1858 sjösatte Nyköpings Mekaniska Verkstad Sveriges dittills största handelsfartyg – Ernst Merck. År 1857–1867 var skeppsbyggmästare Göthe Wilhelm Svenson anställd vid företaget, först som konstruktör, sedan chef för ritkontoret och slutligen verkstadschef.
Det första loket levererades till Söderhamns Järnvägs Aktiebolag 1859. Under åren 1861–1863 levererades fem lok till Statens Järnvägar. År 1865 uteslöts Nyköpings Mekaniska Verkstad från leveranser till SJ på grund av upprepade leveransförseningar. 
Totalt tillverkades åtta lok vid Nyköpings Mekaniska Verkstad:
| Nr | Namn/Anmärkning |
| -- | --------------- |
| 1  | P. H. Widmark   |
| 2  | J. G. Brolin    |
| 3  | Nyköping B      |
| 4  | Malmköping B    |
| 5  | Östergöthland B |
| 6  | Wingåker B      |
| 7  | Töreboda B      |
| 8  | P. C. Rettig    |